# BMI Film & TV Awards 1990
La 6ª edizione della cerimonia di premiazione dei BMI Film & TV Awards si è tenuta nel 1991.

## Premi
La lista seguente mostra l'elenco dei vincitori dei rispettivi premi.

### Premio speciale: BMI Michael Jackson Award
- Michael Jackson viene onorato col primo BMI Michael Jackson Award.[1][2][3]

### BMI Film Music Award
- Alan Silvestri - Ritorno al futuro - Parte III (Back to the Future Part III)
- John Barry - Balla coi lupi (Dances with Wolves)
- Hans Zimmer - Giorni di tuono (Days of Thunder)
- Danny Elfman - Dick Tracy (Dick Tracy)
- Danny Elfman - Batman (Batman)
- Michael Kamen - 58 minuti per morire - Die Harder (Die Hard 2)
- John Williams - Mamma, ho perso l'aereo (Home Alone)
- John Williams - Presunto innocente (Presumed Innocent)
- John Williams - Indiana Jones e l'ultima crociata (Indiana Jones and the Last Crusade)
- James Newton Howard - Pretty Woman (Pretty Woman)
- John Du Prez - Tartarughe Ninja alla riscossa (Teenage Mutant Ninja Turtles)
- Basil Poledouris - Caccia a Ottobre Rosso (The Hunt for Red October)
- Jerry Goldsmith - Atto di forza (Total Recall)

### Miglior canzone tratta da un film (Most Performed Song from a Film)
- It Must Have Been Love, testo di Per Gessle, musica di Roxette - Pretty Woman (Pretty Woman)

### BMI TV Music Award
- Robert Israel - 20/20 (20/20)
- Bill Cosby, Stu Gardner, Arthur Lisi e Dawnn Lewis -  Tutti al college (Different World)